# Куклина Гора
Куклина Гора — деревня в Выскатском сельском поселении Сланцевского района Ленинградской области.

## История
Деревня Коклина Гора и при ней усадьба помещика Сычевского упоминается на карте Санкт-Петербургской губернии Ф. Ф. Шуберта 1834 года.

КУКЛИНА ГОРА — деревня принадлежит полковнику Александру Сычевскому, число жителей по ревизии: 20 м. п., 17 ж. п. (1838 год)

КУКЛИНА ГОРА — деревня госпожи Шишковой, по просёлочной дороге, число дворов — 4, число душ — 26 м. п. (1856 год)

КУКЛИНА ГОРА — деревня владельческая при колодце, число дворов — 5, число жителей: 27 м. п., 31 ж. п. (1862 год) 

В XIX — начале XX века деревня административно относилась к Выскатской волости 1-го земского участка 1-го стана Гдовского уезда Санкт-Петербургской губернии.
Согласно Памятной книжке Санкт-Петербургской губернии 1905 года деревня входила в Куклинское сельское общество.

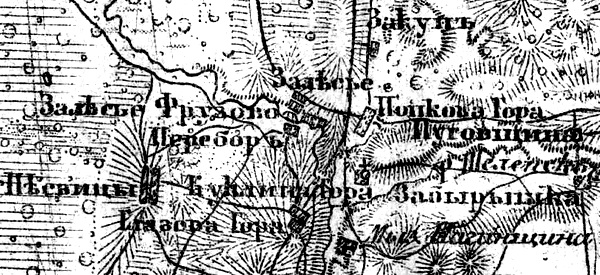
Деревня Куклина Гора на карте 1919 года

По данным 1933 года деревня называлась Кукина Гора и входила в состав Польского сельсовета Рудненского района.
По состоянию на 1 августа 1965 года деревня Куклина Гора входила в состав Выскатского сельсовета Кингисеппского района.
По данным 1973 года деревня Куклина Гора входила в состав Попковогорского сельсовета Сланцевского района.
По данным 1990 года деревня Куклина Гора входила в состав Выскатского сельсовета.
В 1997 году в деревне Куклина Гора Выскатской волости проживали 14 человек, в 2002 году — 18 человек (русские — 89 %).
В 2007 году в деревне Куклина Гора Выскатского СП проживали 13, в 2010 году — 18, в 2011 году — 16, в 2012 году — 14, в 2013 году — 16, в 2014 году — 17 человек.

## География
Деревня расположена в центральной части района близ автодороги 41К-020 (Сижно — Осьмино).
Расстояние до административного центра поселения — 6 км.
Расстояние до ближайшей железнодорожной платформы Сланцы — 11 км.
Деревня находится на правом берегу реки Кушелка.

## Демография
| 1862 | 2007 | 2010 | 2017 |
| ---- | ---- | ---- | ---- |
| 58   | ↘13  | ↗18  | ↘10  |

## Инфраструктура
На 2014 год в деревне было зарегистрировано семь домохозяйств.